# Hirundichthys oxycephalus
Cá chuồn ít răng , tên khoa học Hirundichthys oxycephalus, là một loài cá chuồn trong họ Exocoetidae.